# Било (община Цариброд)
Вижте пояснителната страница за други значения на Било.
Било (на сръбски: Било или Bilo) е село в Западните покрайнини, община Цариброд, Пиротски окръг, Сърбия. През 2002 година населението му е 14 души, докато през 1991 година е било 27 души. В селото живеят предимно българи.

## География
Селото е разположено в областта Бурел на границата с България.

## История
До 1952 година Било е една от махалите на средищното село Борово, което същата година административно е заличено, а неговите махали са групирани в 3 нови села – Било, Барие и Верзар